# ムラデノヴァツ
ムラデノヴァツ（セルビア語: Младеновац, Mladenovac、発音: [mlâde̞nɔ̝v̞at͡s]）は、セルビア・ベオグラードにある区である。

## 名称
区名はセルビア語で若者を意味する語に由来している。伝承では、コソヴォ・ポリェの後、不毛の地となったこの一帯を三兄弟が復興し、そのうちのムラデンという青年の土地になったことから名がついたとされている。

## 歴史
中心部から4.5kmほど離れたデヴィチメジュには中世の集落跡が残っている。ヴェリキ・ルグ川の谷沿いに10haに亘って広がる集落跡には9世紀から中世に亘っての生活跡が残っている。1986年から翌年にかけて、そして1995年に発掘調査が行われた。9世紀に一回、そして13世紀後半に一回集落は無くなったことも明らかになっている。
公的資料に現れるのは1528年で、オスマン帝国の国勢調査にこの地域も掲載されている。
現在に連なる、自治体としての地位を確立したのは1893年8月2日である。
1971年に、ムラデノヴァツとラザレヴァツはベオグラードに合併された。
2023年5月4日には乱射事件によって9人死亡、13人負傷の被害を受け、ベオグラード中心部での数千人規模の反暴力デモに繋がった。

## 地勢
ベオグラード中心部からは南に47km離れている。面積は339km²で、2022年の人口は5万3050人である。
セルテルス温泉が著名である他、同温泉の近くにあるコスマイ山の頂には第二次世界大戦で歿したパルチザンの廟がある。またそこに至る迄の道中に中世の廟があるのも著名である。コスマイ山は区内最高峰で標高628mである。
セルテルス温泉は1893年に発見された温泉で、ドイツのゼルターズに似ていることから名前もそのまま拝借している。ナウム・アタナシイェヴィッチ医師がこの温泉に投資したことが温泉地としての始まりである。戦間期に発展し、1975年に行政機関が買い取り、1989年にリハビリテーションセンターが完成した。リウマチや脳の異常に効果があるとされている。温泉成分としては温水に泥とゼオライトが混ざっており、湯の温度は40℃程度である。この温泉全体で面積は2万6000m2、病床が300床で、毎年7000人の患者が療養にやってきている。町の中心部から離れているため、この一帯はまるで一つの自治体かのように見え、人口も1981年に3619人であったものの、2011年には4601人に迄増加している 5,094 in 2002。

## 民族
以下に2011年時点での民族構成を記す。
| 民族             | 人口   |
| ---------------- | ------ |
| セルビア人       | 50,231 |
| ロマ             | 1,022  |
| モンテネグロ人   | 118    |
| マケドニア人     | 94     |
| ユーゴスラビア人 | 68     |
| クロアチア人     | 65     |
| ロシア人         | 36     |
| ハンガリー人     | 33     |
| ブルガリア人     | 25     |
| ゴーラ人         | 17     |
| ボシュニャク人   | 15     |
| スロベニア人     | 11     |
| その他           | 1,361  |
| 計               | 53,096 |

## 経済
住民の職場として最も多いのは工業である。
観光地としてはコスマイ山の廟と麓にあるセルテルス温泉、マルコヴァツ湖、ラブロヴァツ湖、古代の住居跡が訪問先として挙げられる。
以下に2018年の職業構成を挙げる。
| 職種                   | 計     |
| ---------------------- | ------ |
| 農林水産業             | 171    |
| 鉱業                   | 3      |
| 工業                   | 2,433  |
| 電気、ガス、エアコン等 | 110    |
| 水資源、ゴミ等         | 293    |
| 建設業                 | 312    |
| サービス業及び車修理   | 1,736  |
| 交通及び物流           | 489    |
| ホテル業及び食堂       | 388    |
| 情報伝達業             | 121    |
| 保険業及び資産運用     | 169    |
| 不動産                 | 43     |
| 科学関連及び職人       | 305    |
| 役場                   | 126    |
| 警察                   | 573    |
| 教育                   | 718    |
| 健康産業               | 1,294  |
| 芸術及びスポーツ       | 119    |
| その他サービス業       | 206    |
| 小作農                 | 680    |
| 計                     | 10,290 |

## 教育
小学校が8校、中学校が2校存在しており、一番大きな小学校は生徒2000人以上を抱えている。